# Ritorno sempre a te
Ritorno sempre a te è un singolo della cantautrice italiana Giordana Angi, pubblicato il 5 gennaio 2024 come terzo estratto dall'EP Giordana.

## Descrizione
Il brano, scritto, composto e prodotto dalla stessa cantautrice, è stato realizzato in quattro versioni differenti (italiano, francese, spagnolo e inglese).

## Promozione
Il brano è stato eseguito dalla stessa cantautrice il 7 gennaio 2024 nel corso della quattordicesima puntata della ventitreesima edizione del talent show Amici di Maria De Filippi.

## Video musicale
Il video musicale, diretto da Fabrizio Cestari, è stato pubblicato in concomitanza all'uscita del brano attraverso il canale YouTube della cantautrice.

## Tracce
Download digitale – versione italiana
Testi e musiche di Giordana Angi.
1. Ritorno sempre a te – 3:15

Download digitale – versione francese
Testi e musiche di Giordana Angi.
1. À côté de moi – 3:15

Download digitale – versione spagnola
Testi e musiche di Giordana Angi.
1. Vacía – 3:15

Download digitale – versione inglese
Testi e musiche di Giordana Angi.
1. Embers – 3:15